# Bispo sufragâneo

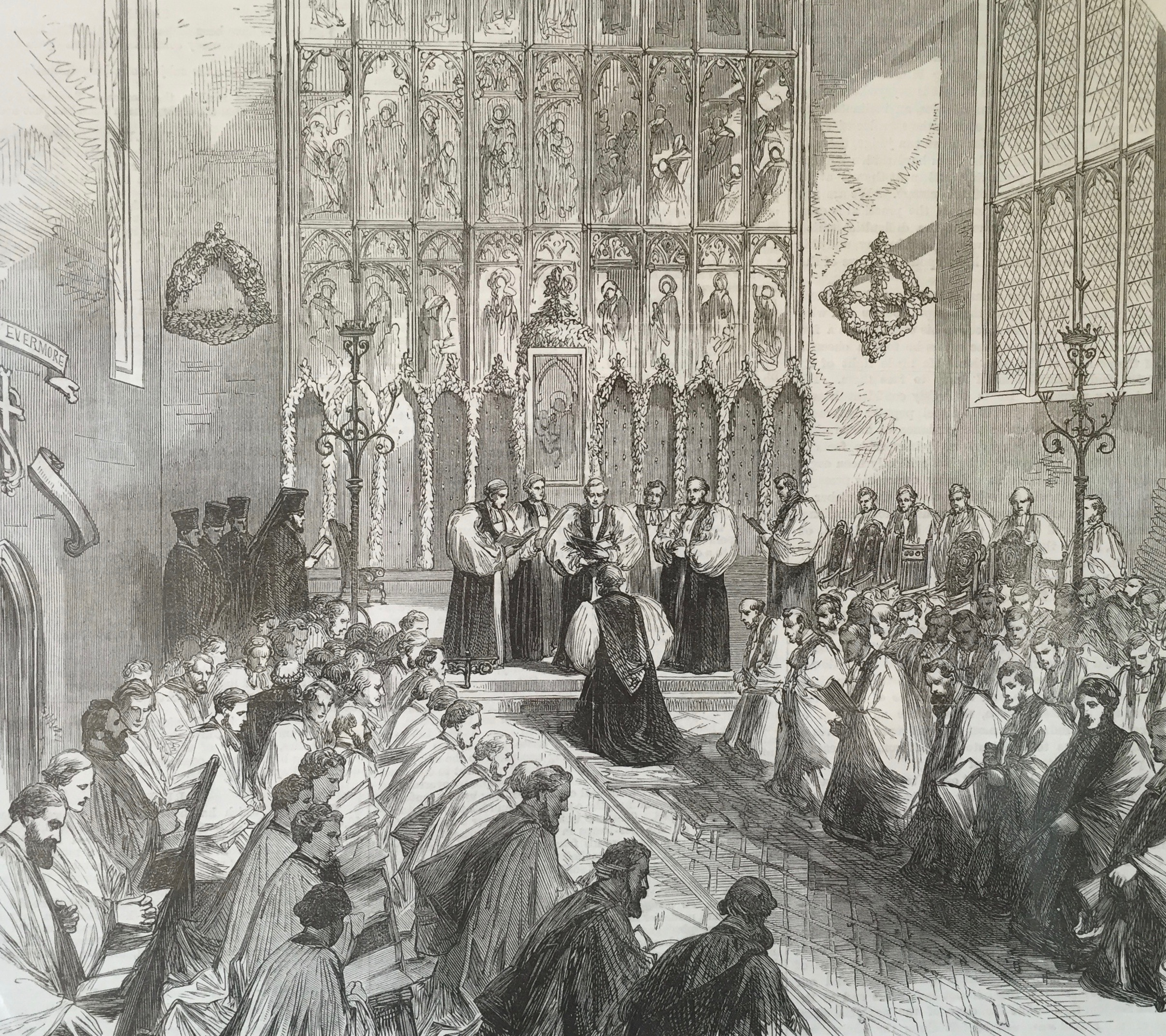
Imagem ilustra a consagração de um Bispo sufragâneo.

Bispo sufragâneo é um bispo subordinado a um bispo metropolitano ou um bispo diocesano. A eles pode ser atribuída uma área que não possui uma catedral própria.

## Igreja Católica
Na Igreja Católica Romana, um sufragâneo é um bispo que comanda uma diocese. Sua diocese sufragânea, porém, é parte de uma província eclesiástica maior, comandada por um bispo metropolitano (arcebispo). A distinção entre metropolitanos e sufragâneos é, contudo, de pouca importância prática. Ambos são bispos diocesanos de jurisdição ordinária sobre suas sés episcopais. O metropolitano tem poucas responsabilidades sobre os sufragâneos de sua província e nenhuma autoridade sobre os fiéis fora de sua própria diocese.
Bispos que apoiam os bispos diocesanos são geralmente chamados de bispos auxiliares. Se este bispo tem alguma prerrogativa especial (tipicamente o direito de suceder ao bispo diocesano), ele é chamado de bispo coadjutor.

## Comunhão Anglicana
Na Comunhão Anglicana, o termo se aplica ao bispo que é um assistente de um bispo diocesano, uma função quase idêntica ao bispo auxiliar católico. Porém, alguns sufragâneos anglicanos são legalmente responsáveis por uma "área" geográfica em sua diocese e são, por isso, chamado de bispos de área.